# Amy Herzog
Amy Herzog (New York, ...) è una drammaturga statunitense.

## Biografia
Nipote del compositore Arthur Herzog Jr., Amy Herzog ha studiato drammaturgia a Yale, sotto la supervisione di John Guare. La sua prima opera teatrale, After the Revolution, debuttò a Williamstown nel 2010 e fu successivamente riproposta nell'Off Broadway, dove fu accolto positivamente dalla critica. Nel 2012 la sua seconda opera teatrale, Belleville, fece il suo debutto a Yale nel 2011 e fu candidata al Drama Desk Award al suo debutto a New York nel 2013. Sempre nel 2011 Herzog scrisse un seguito a After the Revolution, 4000 miles, che vinse l'Obie Award e le valse una candidadura al Premio Pulitzer per la drammaturgia. Nel 2017 la sua pièce Mary Jane vinse l'Outer Critics Circle Award. Herzog insegna drammaturgia a Yale.
Herzog è sposata con il regista Sam Gold.

## Teatrografia
- After the Revolution (2010)
- 4000 Miles (2011)
- Belleville (2011)
- The Great God Pan (2012)
- Mary Jane (2017)